# White pride

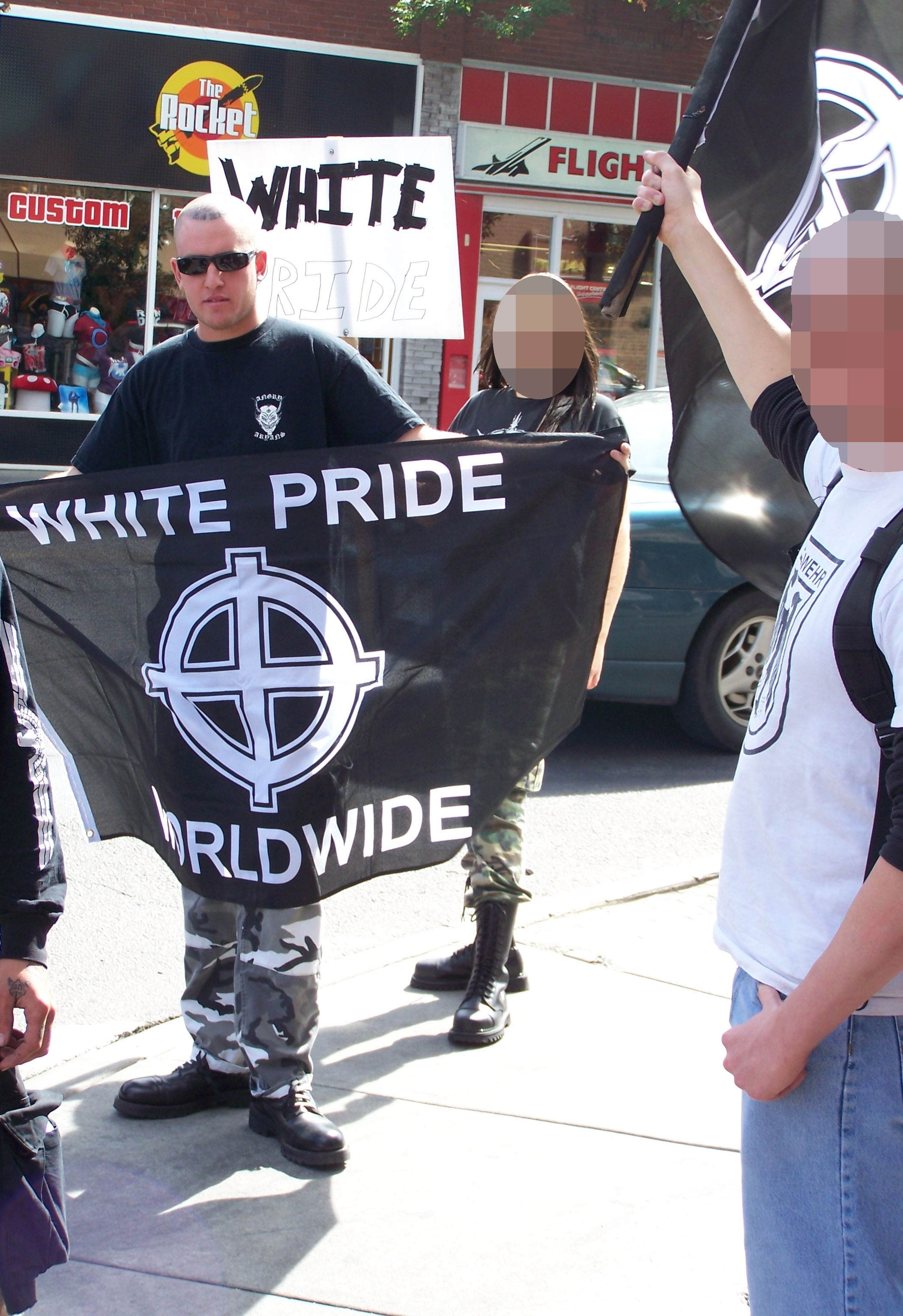
Неонацисты из «Арийской гвардии» протестуют против антирасистского митинга в Калгари, Альберта, Канада в 2007 году

«White pride» (с англ. — «белая гордость») — лозунг, используемый белыми националистами, белыми сепаратистами, неонацистами и сторонниками превосходства белых для информирования других о своих расистских и расиалистских взглядах.
Кэрол Суэйн и Рассел Нили утверждают, что движение «White pride» является относительно новым явлением в Соединённых Штатах, утверждая, что в течение 1990-х годов зарождалась «новая белая гордость, белый протест, и белое расовое самосознание». Они определяют три способствующих этому фактора: увеличение притока иммигрантов в 1980-х и 1990-х годах, рост возмущений по поводу позитивной дискриминации, а также рост роли Интернета в качестве инструмента для выражения недовольства.